# Lofockie Muzeum Sztokfisza
Lofockie Muzeum Sztokfisza (nor. Lofoten Tørrfiskmuseum) – muzeum znajdujące się w norweskiej miejscowości Å, w gminie Moskenes.
Muzeum mieści się w dawnej sortowni ryb. Ekspozycja pokazuje etapy przygotowywania sztokfisza: m.in. patroszenie, sortowanie, pakowanie ryb oraz przygotowanie do eksportu do Włoch.